# Naćfa
Naćfa (mađ. Siklósnagyfalu) je selo u južnoj Mađarskoj.
Zauzima površinu od 9,09 km četvornih.

## Zemljopisni položaj
Nalazi se na 45° 49' 11" sjeverne zemljopisne širine i 18° 21' 41" istočne zemljopisne dužine.
Šikloš je 5 km sjeverozapadno, Rastince su 500 m sjeverozapadno, Tapoca je 100 m istočno, Breme je 1,5 km jugoistočno, Kašad je 3,5 km južno-jugoistočno, Aršanjac je 2,5 km sjeverno, Haršanj je 2 km sjeveroistočno, Veliko Selo je 3,5 km sjeverozapadno, a Oldince su 1,5 km južno-jugozapadno.

## Upravna organizacija
Upravno pripada Šikloškoj mikroregiji u Baranjskoj županiji. Poštanski broj je 7823. 
U Siklósbodonyu djeluje jedinica romske manjinske samouprave.

## Povijest
Područje Naćfe i okolice je bilo naseljeno još u brončanom dobu.
Naćfa (mađ. Siklósnagyfalu, Nagyfalu) povijesni dokumenti spominju 1294. pod imenom Nogfolu, 1313. pod imenom Nogfalw, a 1332. kao Nogfolu.
Naćfa je nosila naslov trgovišta i to oppiduma (mađ. mezőváros) od 1329.

## Promet
1 km sjeveroistočno od Naćfe je križanje dviju pruga. U pravcu sjever-jug prolazi željeznička prometnica Viljan – Madžarboja koja se nastavlja u Republiku Hrvatsku, prema Belom Manastiru i Osijeku. Od križanja prema istoku vodi željeznička pruga Barča – Viljan koja vodi prema Viljanu i Barči.

## Stanovništvo
Naćfa ima 433 stanovnika (2001.). Roma je 37%. Nepoznate nacionalnosti i osoba koji su se odbili nacionalno izjasniti je 33%, ostalo su Mađari. Rimokatolika je 45%, kalvinista je 6%, grkokatolika je blizu 2%, a nepoznate vjere i onih koji su se odbili izjasniti o vjeroispovijesti je 40% te ostali.

## Vanjske poveznice
- (mađ.) Beremend környéki Református Társegyházközség honlapja
- Naćfa na fallingrain.com